# La luce fantasma
La luce fantasma (The Phantom Light) è un film thriller del 1935 diretto da Michael Powell, con protagonisti Binnie Hale e Gordon Harker.

## Trama
Presso il faro di un villaggio del Galles si verificano vari episodi di sabotaggio e la morte in successione dei guardiani del faro, con la comparsa di una misteriosa "luce fantasma" che devia le navi verso la scogliera, portandole così a schiantarsi. Alcuni agenti indagano sul caso.